# Abwehrgruppe 218
Abwehrgruppe-218, zwana też Grupą Bojową „Edelweiß” (niem. Kampfgruppe „Edelweiß”) – ochotnicza formacja zbrojna do działań specjalnych SS złożona ze Słowaków, Kozaków dońskich, mieszkańców Kaukazu i Niemców pod koniec II wojny światowej.

## Historia
W połowie września 1944 r. przybył do Bratysławy skierowany z Głównego Urzędu Bezpieczeństwa Rzeszy (niem. RSHA) SS-Obersturmbannführer Erwin Thun von Hohenstein. Miał on duże doświadczenie w prowadzeniu działań przeciwpartyzanckich wyniesione z okupowanych obszarów ZSRR i Polski. Jego zadaniem było zorganizowanie jednostki wojskowej do zadań specjalnych pod nazwą Abwehrgruppe-218, której głównym zadaniem miało być zwalczanie partyzantki słowackiej i sowieckiej w centralnej i zachodniej części Słowacji. 

## Struktura organizacyjna jednostki
Jej formowanie rozpoczęło się pod koniec września w Żylinie. Sztab składał się z niemieckich oficerów pochodzących z Dywizji Grenadierów Pancernych „Brandenburg”. Dowództwo objął Erwin Thun von Hohenstein, jego zastępcą i szefem sztabu został SS-Obersturmführer König. W skład jednostki weszły pododdziały złożone z Dońskich Kozaków (40–50 ludzi) pod dowództwem Anisima R. Berlizowa (Berlisowa) oraz mieszkańców Kaukazu (ok. 50 ludzi, głównie Czerkiesów), a także Niemców. Powstał także pododdział w sile 20–25 ludzi (różnych narodowości, głównie słowackiej i czeskiej), którzy byli byłymi partyzantami. Pełnili oni funkcje zwiadowców, agentów i prowokatorów. Podstawę stanowił jednak pododdział Słowaków (ok. 130 żołnierzy) pochodzących z organizacji Slovenská Pracovná Služba (SPS), na czele których stał były kapitan armii słowackiej SS-Hauptsturmführer Ladislav Nižňansky.  
Abwehrgruppe 218 liczyła ok. 300 ludzi. W swojej działalności współpracowała z armią słowacką i niemieckim SD. W miastach i wsiach powstała siatka informatorów i donosicieli, którzy powiadamiali dowództwo jednostki o ruchach oddziałów partyzanckich. Informacje uzyskiwano też od zdrajców, którym wypłacano znaczne sumy pieniędzy, oraz wymuszano torturami od schwytanych partyzantów. Żołnierze Abwehgruppe 218 byli bardzo dobrze uzbrojeni i wyposażeni. Używali karabinów i pistoletów produkcji niemieckiej, czechosłowackiej i sowieckiej. Nosili zarówno mundury słowackie, jak też niemieckie.

## Działalność bojowa
Do połowy marca 1945 r. Abwehrgruppe 218 przeprowadziła ok. 50 akcji przeciwpartyzanckich, podczas których zabiła ok. 300 ludzi, a schwytała ok. 600. M. in. 21 listopada 1944 r. wkroczyła ona do wsi Kšinná w powiecie Banovce nad Bebravou, w której jej członkowie rozstrzelali 18 mieszkańców narodowości żydowskiej. Najbardziej bestialskim wyczynem grupy była dokonana 21 stycznia 1945 r. pacyfikacja dwóch wsi w powiecie Žarnovica: Kľak i Ostrý Grúň. Łącznie w obu wsiach członkowie grupy zamordowali 146 osób (w większości kobiety i dzieci), a następnie ograbili i spalili wszystkie zabudowania (łącznie 260 budynków).
W sytuacji zbliżającego się frontu jednostka przemaszerowała do Makova. Coraz bardziej mnożyły się dezercje, głównie Słowaków i spadało morale żołnierzy. Odmawiano wykonywania rozkazów. Słowacy chcieli zostać w kraju i powrócić do domów, zaś Niemcy i przedstawiciele narodów ZSRR zamierzali wycofywać się na zachód, aby poddać się zachodnim aliantom. Pod koniec kwietnia jednostka przeszła do Vsetina, skąd wraz z innymi oddziałami niemieckimi rozpoczęła odwrót w kierunku Ołomuniec–Nemecký Brod–Tábor. 5 maja dotarto do Czeskich Budziejowic. Tam E. Thun von Hohenstein zdał dowództwo swojemu zastępcy Königowi, który wraz kilkoma niemieckimi oficerami ze sztabu przedostał się na tereny zajęte przez Amerykanów. Natomiast E. Thun von Hohenstein 9 maja dostał się do niewoli sowieckiej.